# Edipo el rey (película)
Edipo Rey es una adaptación cinematográfica británica de 1968 de la tragedia de Sófocles Edipo Rey, dirigida y coescrita por Philip Saville. Está protagonizada por Christopher Plummer como el personaje principal, Orson Welles como Tiresias, Lilli Palmer como Jocasta, Richard Johnson como Creonte y Donald Sutherland como el miembro principal del coro, aunque la voz de este último fue doblada por Valentine Dyall. La película, que fue el primer esfuerzo cinematográfico de Saville, siguió siendo de naturaleza muy teatral y es conocida por su intenso diálogo típico de una obra de teatro antigua.

## Trama
La película es una adaptación en gran medida fiel del texto original, con un guion basado en la traducción de Paul Roche directamente del griego publicada a principios de los años cincuenta. Sin embargo, la película fue un paso más allá que la obra de teatro al mostrar, en flashback, el asesinato del rey Layo. También mostraba a Edipo y Yocasta juntos en la cama, haciendo el amor.

## Elenco
- Christopher Plummer como Edipo
- Orson Welles como Tiresias
- Lilli Palmer es Yocasta
- Richard Johnson como Creonte
- Cyril Cusack como el mensajero
- Roger Livesey como el pastor
- Donald Sutherland como líder del coro
  - Valentine Dyall como la voz del líder del coro
- Friedrich von Ledebur como el rey Layo
- Dimos Starenios como el sacerdote
- Alexis Mann como funcionario del palacio
- Enone Luke como Antígona
- Cressida Luke como Xemene
- Minos Argyrakis y Paul Roche como miembros del coro

## Producción

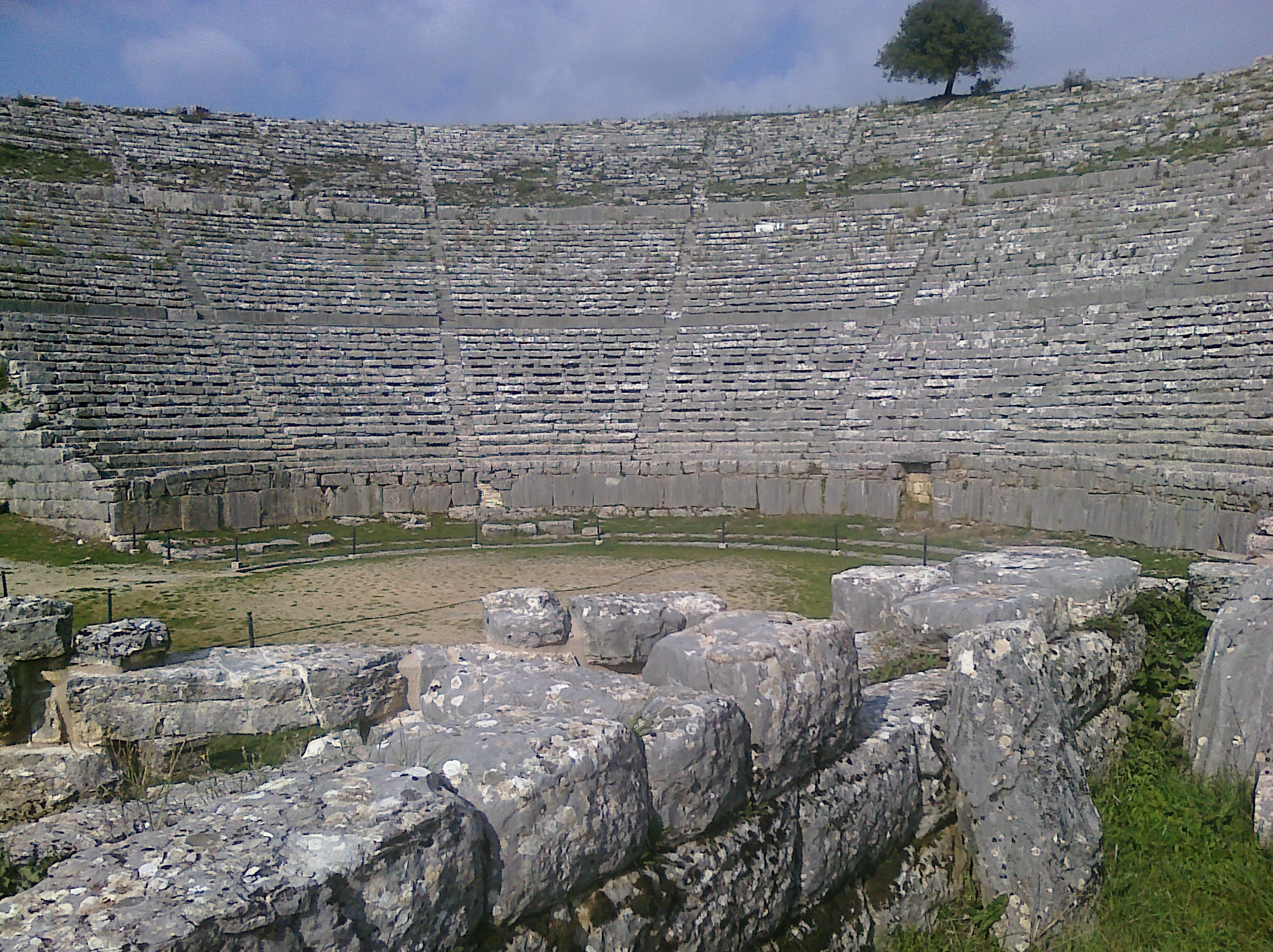
El anfiteatro de Dodoni.

El rodaje de Edipo Rey comenzó en agosto de 1967, en locaciones de Epiro, Grecia, en el municipio de Ioánina. Gran parte de la película se rodó en un antiguo anfiteatro, convertido desde entonces en un sitio arqueológico, en Dodoni.
Muchos de los miembros del reparto eran de la Royal Shakespeare Company. Theoni V. Aldredge (acreditado como 'Deni Vachlioti') fue la diseñadora de vestuario.

## Recepción
La película fue estrenada en el Reino Unido en junio de 1968 por Rank Film Distributors. No se vio en Europa y Estados Unidos hasta las décadas de 1970 y 1980, después de que se concedieran los derechos legales de estreno y distribución al vídeo y la televisión, y se consideró una película rara.

### Respuesta crítica
A pesar del calibre de los actores, la película no fue universalmente bien recibida. La revista New York Magazine la describió como "casi cómica" en una reseña de septiembre de 1968; una reseña de 1972 decía "Una producción elaborada, demasiado académica y sin mucha fuerza ni mérito cinematográfico". Leonard Maltin dijo en 2006 que "la versión cinematográfica de la obra de Sófocles está bien para los estudiantes que tienen un examen al día siguiente, pero otros no apreciarán esta versión".
Sin embargo, en 1968 el Illustrated London News elogió su "fluidez cinematográfica"  y Jon Solomon en 2001 dijo que la película se "distinguía por la intensidad y la excelente actuación", con Edipo de Plummer alardeando de "un personaje principal arrogante y de carácter fuerte". Sin embargo, Solomon también comentó que la película "nunca habría ganado el primer premio en un antiguo concurso ateniense.